# Kateřina Novotná
Kateřina Novotná (* 12. srpna 1984 Benátky nad Jizerou) je česká trenérka short tracku a bývalá shorttrackařka a rychlobruslařka.

## Kariéra

### Short track
Startovala na zimních olympijských hrách v letech 2002, 2006, 2010 a 2014, jejím největším úspěchem je 6. místo ze závodu na 500 metrů v Turíně 2006.
V roce 2009 získala ve víceboji na Mistrovství Evropy stříbrnou medaili, o rok později se ve víceboji stala mistryní Evropy, když vyhrála na trati 1000 m a poté i na 3000 m. V roce 2011 zlatou medaili neobhájila a na evropském šampionátu skončila čtvrtá. Po ME 2018, kde startovala pouze v týmovém závodě, ukončila v lednu 2018 závodní kariéru. Dále působí jako trenérka short tracku.

### Rychlobruslení
Absolvovala několik závodů i v klasickém rychlobruslení. V letech 2008 a 2009 byla třetí na mistrovství České republiky. Protože trenér Petr Novák hledal k Martině Sáblíkové a Karolíně Erbanové třetí ženu, aby mohl pro Zimní olympijské hry 2014 sestavit družstvo, pokusně startovala Kateřina Novotná také na vícebojařském Mistrovství Evropy 2011, kde se umístila na 19. místě. K rychlobruslení se vrátila v roce 2014, kdy se opět přidala k Novákovu týmu. Ve Světovém poháru debutovala 14. prosince 2014 v Heerenveenu na trati 1500 m, kde se v divizi B umístila na 18. místě. Naposledy v rychlobruslařském závodě startovala o rok později, kdy se na mítinku v Salt Lake City v listopadu 2015 představila v závodě s hromadným startem.

## Výsledky v short tracku
- 3. místo na 1500 m na Světovém poháru 2006 ve Changchunu
- 4. místo na 1500 m na Světovém poháru 2005 ve Spišské Nové Vsi
- 5. místo na 3000 m na Světovém poháru 2005 ve Spišské Nové Vsi
- 6. místo na 500 m na Světovém poháru 2004 v Mladé Boleslavi
- 7. místo v celkovém pořadí na Světovém poháru 2005 ve Spišské Nové Vsi
- 16. místo v celkovém pořadí Světového pohárů v sezóně 2004/2005
- 9. místo na 1500 m na Zimní Univerziádě 2005 v Innsbrucku
- 10. místo na 500 m na Zimní Univerziádě 2005 v Innsbrucku
- 6. místo v celkovém pořadí na Mistrovství světa juniorů 2004, Peking
- 7. místo v celkovém pořadí na Mistrovství Evropy 2004, Zoetermeer
- 7. místo v celkovém pořadí na Mistrovství světa juniorů 2003, Budapešť
- 11. místo v celkovém pořadí na Mistrovství Evropy 2005 v Turíně
- Vítězka série Maple Open v sezóně 2002/2003 a 2003/2004
- Držitelka českých rekordů na 500, 1000, 1500 a 3000 metrů

Zimní olympijské hry
- ZOH 2002 Salt Lake City
  - 500 m – 27. místo
  - 1000 m – 26. místo
  - 1500 m – 15. místo
- ZOH 2006 Turín
  - 500 m – 6. místo
  - 1000 m – 13. místo
  - 1500 m – 13. místo
- ZOH 2010 Vancouver
  - 500 m – 12. místo
  - 1000 m – 28. místo
  - 1500 m – 19. místo
- ZOH 2014 Soči
  - 1000 m – diskvalifikována
  - 1500 m – 31. místo